# Miguel Ángel Carrilero González
Míchel Carrilero (Madrid, 3 d'agost de 1977) és un futbolista madrileny, que ocupa la posició de davanter.

## Trajectòria
Comença a destacar a la UB Conquense de Segona B. La temporada 98/99 fitxa amb el Rayo Vallecano. El conjunt madrileny estava a Segona Divisió i va aconseguir l'ascens de categoria, en part gràcies als nou gols del davanter. A l'any següent, debuta amb el Rayo a primera divisió, però és suplent.
No compta amb l'equip vallecà, i és cedit al Sevilla FC i a l'Sporting de Gijón. Als inicis de la temporada 02/03 és repescat pel Rayo Vallecano, però tot just disputa tres partits quan a mitja temporada marxa als veïns del Getafe CF.
Romangué dues temporades i mitja al Getafe, i com va passar al Rayo, va ser peça clau en l'ascens del seu equip a primera divisió, amb 15 gols. Però, de nou a la màxima categoria, passa a la suplència, acabant eixa temporada, la 04/05, a les files de la UD Almería.
Militaria a l'equip andalús fins al 2007, quan l'Almeria aconsegueix el passi a primera divisió, sent de nou decisiu, ara amb 12 gols. No té continuïtat i fitxa pel Xerez CD, amb qui assoleix, el 2009, el seu cinquè ascens de Segona a primera divisió.